# Gran Premi de Chiasso
El Gran Premi de Chiasso (en italià Gran Premio di Chiasso) era una cursa ciclista en carretera d'un sol dia que es disputà a la ciutat de Chiasso, Suïssa, fins al 2007, a la fi de l'hivern. Fins al 1994 fou reservada per amateurs i l'any següent ja fou oberta a professionals. El 2005 passà a formar part del programa de l'UCI Europa Tour amb una categoria 1.1.
L'edició del 2008 fou anul·lada per problemes d'organització.

## Palmarès a partir de 1983
| Any  | Vencedor           | Segon                | Tercer               |
| ---- | ------------------ | -------------------- | -------------------- |
| 1983 | Leszek Swinecki    | Mauro Gianetti       | Boris Flueckiger     |
| 1984 | Andrea Guidotti    | Peter Tami           | Marek Kaminski       |
| 1985 | Stephan Joho       | R. Gugole            | D. Mausli            |
| 1986 | Ottavio Sofredini  | Bruno Huerlimann     | Hans Niederhausern   |
| 1987 | Fabian Fuchs       | John Baldi           | Jocelyn Jolidon      |
| 1988 | Severin Kurmann    | Lorenz Saurer        | Jocelyn Jolidon      |
| 1989 | Daniel Huwyler     | Giuseppe Fontana     | Markus Winterberg    |
| 1990 | Marcel Bischof     | Daniel Huwyler       | Fabian Jeker         |
| 1991 | Roman Wernli       | Andre Wernli         | Alberto Passera      |
| 1992 | Marco Vermey       | Roland Baltisser     | Andre Wernli         |
| 1993 | Markus Zberg       | Frederic Vifian      | Olivier Penney       |
| 1994 | Roman Jeker        | Hart Brendan         | Andrea Guidotti      |
| 1995 | Beat Huber         | Ivan Luna            | Andrea Guidotti      |
| 1996 | Federico Profeti   | Gabriele Colombo     | Andrea Stocco        |
| 1997 | Serhí Uixakov      | Alberto Volpi        | Bruno Boscardin      |
| 1998 | Gianluca Bortolami | Mirko Celestino      | Germano Pierdomenico |
| 1999 | Romāns Vainšteins  | Gabriele Balducci    | David Millar         |
| 2000 | Giuliano Figueras  | Davide Rebellin      | Maurizio Zinetti     |
| 2001 | Davide Rebellin    | Dario Frigo          | Raimondas Rumšas     |
| 2002 | Rubens Bertogliati | Alexandr Scheffr     | Cristian Gasperoni   |
| 2003 | Giuliano Figueras  | Mirko Celestino      | Giuseppe Palumbo     |
| 2004 | Franco Pellizotti  | Leonardo Bertagnolli | Cédric Vasseur       |
| 2005 | Kim Kirchen        | Giuliano Figueras    | Michael Rogers       |
| 2006 | Remmert Wielinga   | Davide Rebellin      | Leonardo Bertagnolli |
| 2007 | Pàvel Brut         | Davide Rebellin      | Luca Mazzanti        |